# منتخب المغرب لكرة السلة
منتخب المغرب لكرة السلة هو ممثل المغرب الرسمي في المنافسات الدولية في كرة السلة. ينتمي إلى منطقة الاتحاد الأفريقي لكرة السلة. انضم إلى الاتحاد الدولي لكرة السلة في عام 1936.

## نتائج المنتخب المغربي حسب الدورات
| الدورة | المكان                              | ذهب     | فضة        | برونز                  |
| 1962   | الجمهورية العربية المتحدة (القاهرة) | مصر     | السودان    | المغرب                 |
| 1964   | المغرب (الدار البيضاء)              | مصر     | المغرب     | فلسطين                 |
| 1965   | تونس (تونس العاصمة)                 | المغرب  | تونس       | الجزائر                |
| 1968   | المغرب (الدار البيضاء)              | السنغال | المغرب     | جمهورية إفريقيا الوسطى |
| 1980   | المغرب (الرباط)                     | السنغال | ساحل العاج | المغرب                 |

## البطولات التي شارك فيها
- بطولة أفريقيا لكرة السلة
- كرة السلة في الألعاب الأولمبية
- البطولة العربية لكرة السلة